# 브릿팝
브릿팝(Britpop)은 1990년대 영국 문화로 대표되는 음악적 운동의 하나이자, 록 음악의 한 장르이다. 이름의 기원 자체가 "브리티시 모던 록"에서 가져왔다.
본래 브릿팝은 1990년대에 영국에서 성행한 하나의 얼터너티브 록 계열의 일종의 움직임이었다. 1990년대 초반의 인디 음악에서 파생했으며 주로 60-70년대 영국의 록 음악의 을 많이 받은 이 움직임은 미국에서 건너온 그런지 등의 당시 유행에 대항하며 발생하였다. 많은 밴드들은 애국적인 가사를 지었으며, 너바나 등 미국 밴드에 맞서 싸우는 듯이 영국만의 특색있는 음악이나 가사를 고집했다. 스웨이드와 블러 같은 그룹을 필두로 점차 성공을 이루게 되고, 오아시스, 펄프, 슈퍼그래스와 같은 밴드가 큰 성공을 거두었다.
실제로 그런지에서부 소프트 록, 하드코어까지 포함한 브릿팝 음악에서 음악적인 특색은 꼬집어 말하기 어려우나, 특별히 얼터너티브 록을 메인스트림화하는 데 큰 역할을 한 것만은 분명하다. 또한 그 무렵 영국 문화 전반에서 일어난 움직임 "Cool Britannica"의 일환이었던 것으로 생각된다.
많은 밴드들이 전 세계적으로 큰 상업적 성공을 거두었으나, 다른 스타일로의 이동(블러) 등으로 1990년대 말 그 흐름이 급격히 무너져갔다.
그러나 라디오헤드와 버브의 앨범이 크게 성공하면서 초기의 브릿팝 스타일과 다르지만 일명 포스트브릿팝으로 불리며 콜드플레이, 뮤즈, 스노 패트롤, 트래비스와 같은 밴드들의 등장과 함께 현재까지도 세계적으로 상당한 인기를 끌고 있다.

## 음악 스타일, 영향
브릿팝 아티스트들은 비틀즈, 롤링 스톤스, 더 후로 대표되는 브리티시 인베이전, 데이비드 보위와 같은 글램 록, 클래시와 더 잼으로 대표되는 영국 펑크 록과 같은 과거 영국적인 기타음악에 영향을 받았다. 아티스트마다 세부적인 영향은 다양하나 공통적으로 과거의 자국음악에 영향을 받았다는 것을 알 수 있다.
1980년대와 1990년대 초 영국 인디씬이 브릿팝의 생성에 직접적으로 영향을 주었다. 특히 스미스의 영향은 모든 브릿팝 아티스트들에게 묻어난다. 그리고 스톤 로지스, 해피 먼데이스와 같은 매드체스터 아티스트들의 음악에서 묻어나는 쉽고 간단한 팝적인 멜로디는 브릿팝에서도 그대로 드러난다.

## 같이 보기
- 브리티시 인베이전